# Frits Huël
Frits Huël was de schrijversnaam van Godfried Eliza Huffnagel (Breda, 9 januari 1892 – 's-Gravenhage, 27 juni 1967).

## Biografie
Huël was lid van de familie Huffnagel en een zoon van Philip Huffnagel (1857-1920), kolonel der Genie, directeur van de Gemeentewaterleiding te Rotterdam, en Johanna Cornelia Maria Bron (1859-1943). Hij trouwde in 1917 met de Duitse Charlotte Anna Magdalena Wendt (1890-1957) met wie hij een dochter en een zoon kreeg. Zijn zoon ir. Hans Philip Huffnagel (1925-1997) werd directeur van het Koninklijk Instituut voor de Tropen en was de vader van politicus Frits Huffnagel (1968).
In 1921 promoveerde Huffnagel op Economische voorlichting over het buitenland te Rotterdam. Hij werd vervolgens secretaris van Economisch Statistische Berichten en directiesecretaris van (het latere) Koninklijke Philips. Na verscheidene andere functies in het bedrijfsleven beëindigde hij zijn maatschappelijke loopbaan als directeur van het Pensioenfonds FME.
In 1946 debuteerde hij als dichter onder de naam Frits Huël in De Gids en in 1950 verscheen zijn debuutbundel. Hij publiceerde ook korte verhalen en romans. Hij was nauw betrokken bij de huldiging van Jan Greshoff (1888-1971) in Pretoria bij diens 70e verjaardag, waarbij hij onder andere correspondeerde met mr. Leopold Abraham Ries (1893-1962).

### Onder de naam G.E. Huffnagel
- Economische voorlichting over het buitenland. 's-Gravenhage, 1921 (proefschrift).
- Op weg naar geleide economie. Ruime beschouwingen over het herstel van het Nederlandsche volksvermogen. Utrecht, 1945.
- Enkele opmerkingen over de sociaal-economische werkzaamheid van het Nederlandse levensverzekeringbedrijf. Utrecht, 1947.

### Onder de naam Frits Huël
- William Rex, 1650-1702. Blokken en rozen. [Z.p.], 1950.
- Een enkel woord. Den Haag, 1951.
- De verlate huwelijksreis. Rotterdam [etc.], 1952.
- Étonnés de se trouver ensemble. Den Haag, 1955.
- Spektakel in Klaarmond. Den Haag, 1955.
- Piramiden slopen. Korte verhalen. Den Haag, 1958.
- Flatgebouw Bethlehem. Den Haag, 1958 en 1963².
- Het bedolven prieel. Den Haag, 1959.
- Nacht op de fjord. Den Haag, 1960.
- Het keerpunt. Den Haag, 1962.
- De bestemming. Den Haag, 1960.
- Een vruchtboom is Jozef. Den Haag, 1982.

- Digitale Bibliotheek voor de Nederlandse Letteren: huel001
- Gemeinsame Normdatei: 1013199553
- International Standard Name Identifier: 0000 0001 2070 6156
- Nederlandse Thesaurus van Auteursnamen: 070917612
- Système universitaire de documentation: 09892995X
- Virtual International Authority File: 171730814
- WorldCat: E39PBJrcg3JP3cJqY9VtdKGvHC